# Biblioteca del Convento di Sant'Antonio
La Biblioteca del Convento di Sant'Antonio è un'istituzione culturale privata della città di Afragola, emanazione diretta dell'ente Provincia di San Pietro ad Aram dei frati minori da cui dipende in tutto per gli aspetti giuridici e amministrativi. La Biblioteca, annessa alla omonima Basilica Pontificia Minore, conta un patrimonio librario di circa 18.000 unità bibliografiche, tra cui 63 manoscritti, 20 incunaboli, 200 edizioni del cinquecento, 300 edizioni del seicento, 500 edizioni del settecento, oltre 2.000 edizioni dell'Ottocento. Il materiale librario è in maggior parte di carattere religioso (esegesi biblica, letteratura patristica e scolastica, oratoria sacra), teologico e umanistico.

## Storia
La creazione della Biblioteca conventuale di Sant'Antonio risale alla fondazione, nel 1633, del complesso antoniano da parte dei Frati minori riformati. La più antica testimonianza, della sua istituzione, è contenuta sul frontespizio del volume De Titulo Crucis di Giuseppe Maria Caracciolo, sul quale compare una frase scritta a mano recante il testo: «Pertinet ad locum S. Antonii Afragolae 1644».
Da un carteggio del 1647, conservato presso l'Archivio Arcivescovile di Napoli, è possibile attestare l'esistenza, annesso alla Biblioteca, di uno studentato di teologia, nel quale si formavano i frati della provincia e dove nella prima metà dell'Ottocento studiò, per due anni, anche San Ludovico da Casoria.
Un testo di quegli anni, di Giuseppe Castaldi, afferma che: «Vi sono sempre dodici frati da messa, e v'è un noviziato. V'è una Biblioteca con eleganti scaffali di noce ripieni di molti libri in materia ecclesiastica, ed anche di alcuni classici latini. Nella fine dello scorso secolo fu questa biblioteca arricchita di altri buoni libri, che vi portò da Roma il Padre Arcangelo di Procida, ch'era stato figlio dello stesso monistero».
Nel 1856 padre Raffaele Iaccarino da Pozzuoli scrive: «Nel Convento di Sant'Antonio di Afragola esiste uno Studio Generale di seconda classe. Vi sono nove Chierici e tre Lettori, dei quali uno Emerito, un altro Generale e un terzo interino (cioè provvisorio). Vi è pure in questo convento una Biblioteca la quale eccelle non tanto per il numero quanto per la preziosità dei libri».
Dopo appena un decennio, con la soppressione delle comunità religiose, a seguito dell'unificazione d'Italia, tutto il materiale librario era al punto di essere spostato verso la Biblioteca nazionale Vittorio Emanuele III di Napoli, sorte gà subita da molte altre collezioni librarie, ma conservò la sua collezione grazie all'intervento determinante di San Ludovico da Casoria, al quale, insieme ai suoi Frati bigi, era stato affidato il convento.
Nel 1920, la libreria fu inserita in un piano organico di salvaguardia del superstite patrimonio librario della Provincia religiosa di San Pietro ad Aram e il ministro provinciale Giovan Giuseppe Scialdone, con i padri Cherubino Fico e Cirillo Caterino (direttore della biblioteca dal 1920 al 1934), pensò al convento di Afragola come alla giusta sede per raccogliere il meglio delle opere salvatesi dalla soppressione del 1866. Fu approntata un'ampia sala al primo piano del convento, nella quale vi era un affresco raffigurante dei giovani studenti francescani che apprendevano le scienze sacre. In quegli anni erano custoditi nella Biblioteca già 10.000 volumi. Nel 1930, con il padre Caterino, iniziò la catalogazione del materiale librario mediante la compilazione del catalogo per autori.
Nel 1956 il padre Gioacchino D'Andrea (direttore della Biblioteca dal 1956 al 1968) curò la migliore sistemazione del materiale bibliografico, rifece il catalogo per autori, compilò quelli a soggetto e topografico, inventariò le riviste, le collezioni incomplete, gli incunaboli e le cinquecentine e affiliò la biblioteca all'Ente per le Biblioteche Popolari e Scolastiche. Nel 1962, per la terza volta, si dovette spostare tutto il materiale librario, per esigenze di spazio, nel locale disposto ad emiciclo nell'abside del Santuario; molti volumi in quell'occasione andarono smarriti, altri danneggiati e il loro ordinamento ne risultò sconvolto.
Dopo il terremoto del 1980, la Biblioteca fu trasferita nel salone al pian terreno del Collegio Serafico Missionario e solo nel 1992 fu trasferita nell'attuale sede. La biblioteca è ubicata al secondo piano del convento dei frati. Il materiale bibliografico, conservato in tre ampi magazzini, è disposto su scaffalature metalliche e lo stato di conservazione è buono. A disposizione degli studiosi vi sono due cataloghi fusi tra loro, uno per autori e l'altro a soggetto.
Nel 2009 la provincia dei Frati Minori ha affidato la gestione della biblioteca all'Associazione San Bonaventura onlus, che se ne è occupata fino a giugno 2018. L'Associazione nei suoi anni di gestione si è adoperata per:
1. la catalogazione del materiale librario, ha associato la Biblioteca al polo interbibliotecario di Napoli, e ha riversato nel sistema OPAC SBN - Servizio bibliotecario nazionale oltre 14.000 volumi e opuscoli (di questi 3.650 sono del Fondo Antico);
2. il restauro dei manoscritti e dei volumi del XVI-XVIII secolo;
3. la digitalizzazione del materiale antico, raro e di pregio;
4. la rilegatura delle collezioni e del fondo musicale.

## Le raccolte librarie
Costituiscono il nucleo librario della biblioteca, i libri appartenenti già in antico a questa libreria, i fondi provenienti dalle biblioteche conventuali degli ordini religiosi soppressi, quelli provenienti da raccolte private e i libri entrati in biblioteca in tempi recenti. 
Principali fondi custoditi:
- Sant'Angelo del Palco di Nola;
- Noviziato della Compagnia di Gesù di Napoli e di Sorrento (a seguito della cacciata dei Gesuiti da Napoli nel 1767, i fondi librari giunsero ad Afragola nei decenni successivi, probabilmente grazie all'interessamento di San Ludovico da Casoria);
- Santa Croce di Palazzo di Napoli;
- Santa Maria del Carmine di Sant'Antimo;
- San Francesco di Guardia Sanframondi;
- Santa Lucia di Caserta;
- San Gennaro di Torre del Greco;
- Gesù e Maria di Napoli;
- Santa Maria degli Angeli alle Croci di Napoli;
- San Giuliano dell'Aquila;
- 150 testi del settecento proveniente dalla Biblioteca personale di padre Arcangelo di Procida (ex Procuratore Generale dei Frati Minori Riformati);
- 30 volumi dell'edizione romana del Bullarium Privilegiorum ac Diplomatum Romanorum Pontificum amplissima Collectio donati dal Ministro Provinciale P. Placido da Napoli a devozione di Sant'Antonio;
- oltre 1.000 volumi della Biblioteca personale, specializzata in sociologia, del P. Filippo Faicchio;
- volumi di carattere storico del P. Raffaele De Felice (direttore della Biblioteca dal 1934 al 1956);
- tre incunaboli e due seicentine del giureconsulto Francesco Torre;
- la Divina Commedia del 1520, le Decretali di Gregorio IX del 1566 e le Pandectae seu Digestum Vetus di Giustiniano del 1581 donate da Giovanni Tremante, sindaco di Afragola;
- fondi librari dei conventi di Pignataro Maggiore e Santa Teresa di Torre Annunziata.

Nel maggio 2013 è stato acquisito alla Biblioteca un fondo proveniente dall'Istituto Sant'Antonio La Palma di Napoli (fondato da San Ludovico da Casoria nel 1858 per la tutela di minori a rischio di devianza).

## Archivio Musicale
Nella Biblioteca è conservato un piccolo ma pregiato fondo di spartiti musicali, di recente inventariato e rilegato. Nel Santuario, dedicato a Sant'Antonio di Padova, esiste fin dalle origini una importante tradizione musicale che si è accresciuta ulteriormente nell'ultimo secolo. Il primo Organo, utilizzato per rendere solenni le celebrazioni e accogliere degnamente i pellegrini, era del XVIII sec.; infatti il Castaldi, nel suo libro, riferisce di un grande e armonioso organo. 
Nel 1928 il Padre Ludovico Damiano da Migliano, Guardiano del Convento, stipulò un contratto con la Pontificia fabbrica Tamburini di Crema per la costruzione di un organo a trasmissione elettrica, a due tastiere e pedaliera, per un costo complessivo superiore alle 100.000 lire. Il 13 gennaio 1929 l'organo polifonico fu collaudato-inaugurato con un concerto dei Proff. Giuseppe Cotrufo e Franco Michele Napolitano, maestri del Conservatorio di San Pietro a Majella di Napoli. Nel 1981 il complesso vocale, i giovani universitari e gli orchestrali provenienti dal Conservatorio della città di Colonia (per un totale di 130 elementi) eseguirono Messiah del M° Georg Friedrich Händel. 
Nel 1987 i Frati della comunità, invece che potenziare l'organo al coro superiore, pensarono di costruire un nuovo corpo fonico nel vano destro del presbiterio, tale luogo avrebbe permesso l'utilizzazione dell'Organo per tutte le funzioni liturgiche. Realizzò questo progetto il M° Vincenzo De Gregorio, sotto la supervisione del Maestro P. Enrico Buondonno che, tornato anche in anni successivi, lasciò alla Biblioteca alcune sue opere, si legge su un frontespizio di una sua raccolta: «Alla Biblioteca del convento Sant'Antonio di Afragola Enrico Buondonno 24-IX-1988». Nel maggio del 1991 l'Organista americano Daniel Chorzempa diede inizio, con il suo concerto, ad una rassegna organistica cui seguirono le esibizioni dei Maestri Monoka Hending (Svizzera), Vincenzo De Gregorio, Mauro Castaldo, Luigi Celeghin, Livio De Luca, Letizia Romiti, Angelo Castaldo, Andreana Pilotti e Gloriana Giorni.
Visionando i diversi spartiti musicali, conservati nel fondo della Biblioteca, sono state rinvenute alcune opere autografe, tra queste quelle del Venerabile Padre Sosio Del Prete, fondatore della Congregazione delle Piccole Ancelle di Cristo Re, che fu Organista della Basilica dal 1929 al 1944.

## Edizioni Biblioteca Sant'Antonio
Nel 2011 è nata ufficialmente la casa Editrice Biblioteca Sant'Antonio. L'istituzione si occupa della pubblicazione di testi di carattere storico che riguardano la città di Afragola, l'ordine dei Frati Minori, e le agiografie e biografie di personalità legate alla Chiesa Cattolica. 
La casa editrice ha pubblicato: 
- nel 2011: Pace e Bene: memorie e testimonianze dell'ordine francescano secolare di Afragola, di Lina Chianese Litto (nel testo, documenti, immagini e racconti ripercorrono la storia dei terziari francescani della città);
- nel 2013: A tu per tu con Dio (preghiere e pensieri dei francescani secolari di Afragola);
- nel 2013: Il fascino del mistero: frammenti di riflessione, di Lucia Antinucci (riflessioni teologiche e spirituali su aspetti fondamentali del mistero di Dio);
- nel 2014: Le immagini di Cristo sposo in Chiara d'Assisi, di Loredana Romano (attraverso il metodo della "teologia del vissuto" il testo rivolge l'attenzione al significato dell'esperienza spirituale di Chiara d'Assisi);
- nel 2017: Guida alla Basilica e ai Tesori di Sant'Antonio in Afragola di Giuseppe Russo (guida storico-fotografica realizzata in occasione degli eventi di gemellaggio con il Santuario di Lisbona);
- nel 2017: Giovannino ritorna dalla guerra...con amore di Lina Chianese Litto (racconto di una storia d'amore ambientata nel periodo della prima guerra mondiale ad Afragola).
- nel 2017: Sant’Antò…io ti ringazio, eh! a cura di Giovanni Russo e Beniamina Izzo (il testo presenta il lavoro editoriale di due scuole medie della città che hanno riscritto due film di Totò in occasione del 50º anniversario della morte, il titolo prende spunto da una famosa battuta del principe della comicità).
- nel 2018: Pronto...sono fra Francesco a cura di Lina Chianese Litto (una carrellata di pensieri e disegni che i bambini di Afragola hanno lasciato a Francesco Mirante, frate del convento di Sant'Antonio in Afragola, in missione "speciale" tra i più piccoli).

Questa istituzione, in realtà, subentra alle Edizioni Santuario Sant'Antonio che nel corso degli anni ha pubblicato: 
- La Biblioteca S. Antonio di Afragola, di P. Gioacchino Francesco D'Andrea, del 1977;
- Guida del santuario di S. Antonio in Afragola, di Gioacchino F. D'Andrea, del 1994;
- Ad Iesum per Antonium: il Santuario di S. Antonio di Afragola, di Gioacchino F. D'Andrea del 1995;
- La spiritualità di S. Antonio di Padova: leggendo i Sermoni, di Paolo Di Somma, del 1999.

## Animazione Bibliotecaria
Negli ultimi anni la biblioteca interagisce con le associazioni e le agenzie educative del territorio organizzando visite guidate per le scuole e varie attività di animazione bibliotecaria di vivace e alto livello culturale. Tra le tante iniziative è necessario ricordare: Sfida all'ultimo libro ed Incontri sul Sofà di Sant'Antonio:. 

## Scrivono della Biblioteca
Il 29 gennaio del 1928, sul quotidiano "Il Mezzogiorno", viene pubblicato un articolo a firma di Giovanni Artieri che, in visita al Santuario, resta affascinato dalla Biblioteca del Convento e scrive: "ci si trova un sapore di dottrina serena e di ospitale cordialità, come nelle pagine dei libri antichi, quei grandi in folio densi e bianchi, vasti e invitanti, coma la tovaglia bianca d'un desco. Nella biblioteca del convento di Sant'Antonio ve n'è molti di questi libri, stampati nel quattrocento che si leggono un foglio al giorno, durante tutta la vita o si trascorrerebbero seduti nello strombo vetrato d'una finestra annotandoli nei margini con una sottile matita. Vi si trovano dei frati dotti quanto oscuri, uomini che meditano nel silenzio e scrivono profonde opere note a pochi ma degne di esser conosciute da molti". L'autore dell'articolo, in altro punto, prosegue dicendo: "Guardi nel chiostro deserto, con un gran pozzo nel centro dove s'attinge un'acqua leggera e limpida che s'accompagna così bene col pane di Sant'Antonio...ritorni: ti soffermi nella biblioteca chiarissima che il Padre Cirillo (Caterino) va ordinando con minuzia. Pigli un codice o un folio del '400, siedi, leggi o sfogli guardando il miracolo di quei caratteri meravigliosi. Vai sul loggiato ricoperto di vetri, circondato di campagna. Ti sono vicini in pura fraternità questi due monaci colmi di bontà: Ludovico Damiano e Cirillo Caterino. Ad essi puoi parlare da uomo e da mistico. In essi trovi il terrestre e il metafisico. La tua parola può spaziare oltre la vita stessa. Quando saranno cadute le ombre e accese le stelle, sentirai l'organo rombare la musica della preghiera serotina. Ti calmerà la mente: ti concilierà lo spirito con il gran mistero del sonno e della notte. T'addormenterai, tranquillo..."